# Roodstown Castle

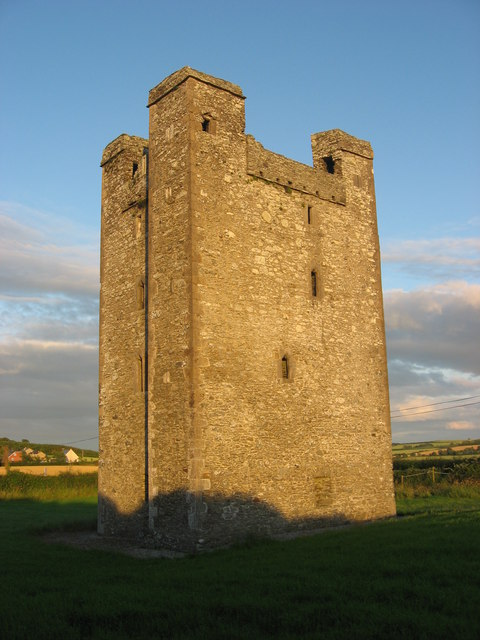
Roodstown Castle

Roodstown Castle (irisch Caisleán Bhaile an Rútaigh), etwa 3,5 km nordöstlich von Ardee im County Louth in Irland, ist eines der am besten erhaltenen unter den 26 Turmhäusern im County Louth. Von seinen Bewohnern ist nichts überliefert, nicht einmal der Name des Erbauers ist bekannt. Turmhäuser waren zwischen 1400 und 1650 Residenzen des irischen Landadels. Sie bilden mit über 75 Prozent die häufigste Form der Turmhäuser in Irland. Es wird geschätzt, dass es ursprünglich mehr als 2500 dieser Strukturen gab.
Die Fassade des etwa 15,0 Meter hohen rechteckigen Turms, mit ehemals vier Stockwerken, und zwei diagonal, leicht vorspringenden Ecktürmen ist erhalten. Innen hat nur der gewölbte Boden des ersten Stocks überlebt. Eine Wendeltreppe befindet sich im Nordwestturm.
Türme von ähnlicher Bauart treten auch in Teilen Schottlands auf und betonen, dass Schottland und Irland bis zum 17. Jahrhundert Teil eines zusammenhängenden Kulturkreises waren.
Gebaut nach einem Standardentwurf, waren die Turmhäuser in der Regel quadratische oder rechteckige Gebäude mit drei oder mehr Stockwerken und einer mit Zinnen versehenen Brüstung und einem Satteldach mit einer Dachkammer. Das Erdgeschoss war in der Regel ein schwach beleuchtetes Speichergewölbe, aber in den oberen Etagen mit Fenstern, Kaminen, Latrinen und Alkoven lagen zweckmäßige Wohnräume. Die meisten Turmhäuser hatten ummauerte Höfe, innerhalb derer sich Gesinde-, Küchen- und Nebengebäude und manchmal ein separater Speisesaal befanden. Seit dem frühen 17. Jahrhundert wurden Turmhäuser nach und nach durch bequemere und besser beleuchtete Häuser ersetzt.